# Antonio Di Tonno
Antonio Di Tonno (Foggia, 1º ottobre 1927 – Lecce, 23 settembre 1996) è stato un arbitro di calcio italiano.

## Carriera
Nato a Foggia ma residente a Lecce, prende la tessera presso la Sezione Arbitri di Lecce.
Ha diretto 103 partite di Serie A e 101 partite del campionato cadetto.

Ha esordito in Serie B a Prato il 29 marzo 1959 arbitrando la partita Prato-Sambenedettese (1-0).
In Serie A ha debuttato a Genova il 1º maggio 1960 dirigendo la partita Sampdoria-Milan (2-1).
Ha concluso la sua carriera arbitrando in Serie A Sampdoria-Verona (2-1) il 12 aprile 1970.
Negli ultimi due anni la UEFA l'ha utilizzato a dirigere gare internazionali.